# Sonega
Sonega is een geslacht van hooiwagens uit de familie Assamiidae.
De wetenschappelijke naam Sonega is voor het eerst geldig gepubliceerd door Roewer in 1935. 

## Soorten
Sonega is monotypisch en omvat slechts de volgende soort:
- Sonega scutata